# ژنگ یی سائو
ژنگ یی سائو که با نام چینگ شی هم شهرت دارد یک فرمانده دزدان دریایی چینی است که در سال‌های ۱۸۰۱  تا ۱۸۱۰ میلادی  در دریای جنوبی چین فعالیت می‌کرد.
او سال ۱۷۷۵ در خانواده‌ای معمولی به دنیا آمد و سال ۱۸۰۱ با دزد دریایی به نام ژنگ یی ازدواج کرد. پس از مرگ شوهرش در سال ۱۸۰۷ او فرماندهی اتحادیه دزدان دریایی را با کمک فرزندخوانده‌اش به دست گرفت و بعدها با فرزندخوانده‌اش ازدواج کرد. او ۴۰۰ کشتی و ۴۰۰ تا ۶۰۰ هزار ملوان را فرماندهی می‌کرد  و با قدرت‌های بزرگی مانند کمپانی هند شرقی بریتانیا، امپراتوری پرتغال و دودمان چینگ درگیر بود. 
او در سال ۱۸۱۰ با مقامات چینگ توافق کرد که در صورت مصونیت قضایی و اجازه حفظ قسمتی از ناوگانش تسلیم شود. ژنگ یی سائو تا سال ۱۸۴۴ زندگی کرد و در آن سال فوت نمود. او یکی از موفق‌ترین دزدان دریایی تاریخ است.

## زندگی‌نامه
ژنگ یی سائو سال ۱۷۷۵ در گوانگ‌دونگ به دنیا آمد.  او احتمالاً از مردم تانکا بود و به تن‌فروشی و قوادی در یک روسپی‌خانه قایقی در گوانگ‌دونگ مشغول بود تا آنکه سال ۱۸۰۱ با یک دزد دریایی معروف به نام ژنگ یی ازدواج کرد. 

### ازدواج با ژنگ یی
ژنگ یی از خانواده‌ای دزدان دریایی معروفی می‌آمد که سابقه‌شان به دوران دودمان مینگ می‌رسید. 
او که فرمانده و رهبر قابلی بود در سال ۱۸۰۵ توانست دیگر دزدان دریای جنوبی چین را قانع کند که اتحادیه‌ای را تشکیل بدهند. اتحادیه تازه تأسیس متشکل از شش ناوگان بود که هر یک به رنگ پرچم‌شان خوانده می‌شدند و رنگ‌ها عبارت بودند از قرمز، سیاه، آبی، سفید، زرد و بنفش. ژنگ یی فرماندهی بزرگترین ناوگان اتحادیه، ناوگان قرمز را به عهده داشت. 

### رسیدن به رهبری
در سال ۱۸۰۷ ژنگ یی طی طوفانی به دریا افتاد و جان سپرد.  ژنگ یی سائو به سرعت فرماندهی ناوگان را به دست گرفت و با کمک نزدیکانش توانست تعادل را در اتحادیه حفظ کند. او با گوئو پودایی که فرمانده ناوگان سیاه (دومین ناوگان پرقدرت اتحادیه) بود و در کودکی توسط ژنگ یی دزدیده شده و به دزد دریایی تبدیل شده بود نزدیک بود  و در حالی که خود رهبری شوهرش بر کل ناوگان اتحادیه را در دست داشت فرماندهی ناوگان قرمز را به ژانگ بائو داده بود.  یکی از مقامات چینی این دو را دیده بود می‌گوید: «ژانگ بائو از دستورهای ژنگ یی سائو اطاعت می‌کند و پیش از هر عملی او را طرف مشورت قرار می‌دهد». 

### رهبری ناوگان اتحادیه
پس از تثبیت قدرت ژنگ یی سائو فعالیت ناوگان اتحادیه گسترش یافت و طی مدت کوتاهی در سال ۱۸۰۸ دزدان دریایی توانستند نیمی از ناوگان چینی موجود در منطقه را طی چند درگیری منهدم نمایند و راه رود مروارید برای دزدان باز شد. 
سال ۱۸۰۹ سالی پر از اتفاق برا اتحادیه بود. در ژوئیه ناوگان دودمان چینگ توانست ناوگان سفید اتحادیه دزدان دریایی را در جوهای منهدم نماید  اما علی‌رغم این ضربه بزرگ ژنگ یی سائو در اوت همان سال فرمان هجومی وسیع را صادر کرد. ناوگان سرخ به دونگوان و ناوگان سیاه به شاندی حمله می‌کردند. ژنگ یی سائو نیز با ناوگان شخصی‌اش به سوی ناحیه شینهوی بادبان می‌کشید.  اثر این ترکتازی برای حکومت چین ویرانگر بود. ناوگان سیاه شش هفته به غارت مشغول بود که در نتیجه آن ۱۰ هزار نفر کشته شدند و ناوگان سرخ هم روستاها و شهرهای بسیاری را ویران کرد. نیروی دریایی چین هم در اکتبر بار دیگر از دزدان دریای شکست خورد و منهدم شد.
مقامات چینی که از مقابله دزدان دریایی ناتوان بودند از اروپایی‌ها تقاضا کردند تا آنان را یاری نمایند. امپراتوری پرتغال که در آن زمان ماکائو را در اختیار داشت این خواسته را پذیرفت زیرا در سپتامبر ۱۸۰۹ ژنگ یی سائو کشتی دو دکله فرماندار تیمور پرتغال را گرفته بود. 
در نوامبر ژنگ یی سائو به همراه تعداد کمی کشتی در خلیج تونگ چونگ برای تعمیرات لنگر انداخته بود  که پرتغالی‌ها سه کشتی را جهت اذیت کردن ژنگ یی سائو به آن محل فرستادند و او هم از ناوگان سرخ خواست تا به یاری‌اش بیایند.  هنگامی که ناوگان سرخ به خلیج رسید پرتغالی‌ها رفته بودند و ناوگان سرخ هم برای تعمیرات در همان‌جا لنگر انداخت. اما چند روز بعد شش ناوچه پرتغالی به منطقه وارد شدند و دزدان دریایی را در خلیج تونگ چونگ محاصره کردند  چند روز بعد چینی‌ها هم ۹۳ کشتی برای کمک به محاصره ارسال نمودند. 
دزدان دریایی به دفعات سعی کردند محاصره را بشکنند اما به خاطر باد نامساعد نتوانستند. محاصره همچنان ادامه داشت و هیچ‌یک از طرفین نمی‌توانست دیگری را شکست دهد. فرمانده ناوگان چینی‌ها در این زمان تصمیم گرفت ۴۳ کشتی خود را به کشتی آتش تبدیل کند و آن‌ها را به سمت ناوگان دزدان دریایی بفرستد اما دزدان دریایی توانستند کشتی‌ها را منحرف و آتش را خاموش کنند. چندتا از کشتی‌ها هم بر اثر تغییر جهت باد به سمت ناوگان چینی‌ها بازگشتند که باعث آتش گرفتن دو تا از کشتی‌های ایشان شد. با تغییر باد دزدان دریایی توانستند محاصره را بشکنند و به دریای جنوبی چین برسند. در این درگیری چینی‌ها ۳ کشتی را از دست دادند اما هیچ‌یک از کشتی‌ها دزدان دریایی غرق نشد. 

### تسلیم به مقامات چین
شرایط برای ژنگ یی سائو کم‌کم در حال تغییر بود. ناوگان سیاه در جریان درگیری‌های پیشین از کمک خودداری کرده بود و نهایتاً با دریافت امان‌نامه خود را تسلیم چینی‌ها کردند. 
پس از پرتغالی‌ها کمپانی هند شرقی بریتانیا هم به نبرد پیوسته بود و اکنون کشتی‌ها دولتی چین به همراه اروپایی‌ها در حال گشتزنی بودند.  ایجاد گروه‌های شبه‌نظامی در بنادر و جلوگیری از تجدید قوا ناوگان دزدان دریایی هم به شدت دزدان را ضعیف کرده بود. 
با وساطت حاکم پرتغالی ماکائو میان ژنگ یی سائو و مقامات چینی مذاکراتی جهت تسلیم او آغاز شد اما از آنجایی که ژنگ یی سائو خواهان حفظ ۸۰ کشتی و ۵۰۰۰ ملوان خود برای تجارت نمک بود مذاکرات به شکست انجامید. با ورود ده کشتی هندشرقی انگلیسی به نزدیکی محل مذاکره، ژنگ یی سائو که به توطئه و کمین چینی-انگلیسی مشکوک بود به سرعت با ناوگان خود عقب نشست. 
در نهایت چند ماه بعد مذاکرات دیگری انجام شد که براساس آن در ۲۰ آوریل ۱۸۱۰ میلادی ژنگ یی سائو به همراه ۱۷۳۱۸ دزد دریایی، ۲۲۶ کشتی، ۱۳۱۵ توپ و ۲۷۹۸ عدد سلاح مختلف تسلیم شدند. 

### مرگ
پس از تسلیم ژنگ یی سائو زندگی آرامی داشت تا آنکه در سال ۱۸۴۴ در سن ۶۹–۶۸ سالگی هنگامی که مالک قمارخانه مشهوری در گوانگ‌دونگ بود درگذشت.

## ارجاعات
1. ↑  Murray 1987, p. 71.
2. ↑  Murray 1987, p. 143.
3. 1 2  Murray 2001, p. 258.
4. ↑  Zheng 1998, p. 309.
5. ↑  Banerji, Urvija (2016-04-06). "The Chinese Female Pirate Who Commanded 80,000 Outlaws". Atlas Obscura (به انگلیسی). Retrieved 2021-05-18.
6. ↑  "History's greatest woman pirate becomes a Hong Kong children's story". South China Morning Post (به انگلیسی). 2018-02-28. Retrieved 2021-05-18.
7. ↑  Ye 2012, p. 74.
8. ↑  Murray 1987, p. 63–65.
9. ↑  Murray 1987, p. 57–59.
10. ↑  Siu & Puk 2007, p. 9-10, U3a-U3b.
11. 1 2  Siu & Puk 2007, p. 10, U5a.
12. ↑  Murray 1987, p. 67.
13. ↑  Wen 1850, p. 3.
14. ↑  Murray 1987, p. 121.
15. ↑  Siu & Puk 2007, p. 10, U13b.
16. ↑  Siu & Puk 2007, p. 12, U14b.
17. ↑  Murray 1987, p. 126–128.
18. ↑  Siu & Puk 2007, p. 14, L3b.
19. ↑  Murray 1987, p. 132.
20. 1 2  Murray 1987, p. 133.
21. ↑  Glasspoole 1812, p. 36.
22. ↑  Monteiro 2013, p. 37.
23. ↑  Glasspoole 1812, p. 36-37.
24. ↑  Murray 1987, p. 134.
25. ↑  Murray 1987, p. 135–136.
26. ↑  Murray 1987, p. 138-139.
27. ↑  Siu & Puk 2007, p. 16, L13b.
28. ↑  Murray 1987, p. 123.
29. ↑  Murray 1987, p. 141.
30. ↑  Siu & Puk 2007, p. 17, L18a-L19a.
31. ↑  Siu & Puk 2007, p. 18.
32. ↑  Murray 1987, p. 150.